# Paradiaphlebus
Paradiaphlebus is een geslacht van rechtvleugeligen uit de familie sabelsprinkhanen (Tettigoniidae). De wetenschappelijke naam van dit geslacht is voor het eerst geldig gepubliceerd in 1903 door Bolívar.

## Soorten
Het geslacht Paradiaphlebus  is monotypisch en omvat slechts de volgende soort:
- Paradiaphlebus vittatus (Brunner von Wattenwyl, 1898)